# Timothy Carlton
Timothy Carlton Congdon Cumberbatch (* 4. Oktober 1939 in Reading, Berkshire, England) ist ein britischer Schauspieler.

## Leben
Carlton ist der Sohn des Marineoffiziers Henry Carlton Cumberbatch (1900–1966) und Enkel des Diplomaten Henry Arnold Cumberbatch. Er begann seine Karriere 1966 mit Gastauftritten in den Fernsehserien The World of Wooster, Theatre 625 und Talking to a Stranger. Ab 1968 war er ein vielbeschäftigter Fernsehschauspieler mit Episodenrollen in zahlreichen Serienformaten. Zu den auch in Deutschland bekannten Formaten gehörten unter anderem Die Profis und Jim Bergerac ermittelt. Neben Rollen in den britischen Seifenopern Coronation Street und Heartbeat spielte er auch in einigen Spielfilmen, darunter Höllenjagd bis ans Ende der Welt und Greenfingers – Harte Jungs und zarte Triebe.
Carlton ist mit der Schauspielerin Wanda Ventham verheiratet, ihr gemeinsamer Sohn Benedict Cumberbatch ist ebenfalls Schauspieler. In der englischen Fernsehserie Sherlock, mit Benedict Cumberbatch in der Titelrolle, spielten die beiden die Eltern von Sherlock und Mycroft Holmes.

## Filmografie (Auswahl)
- 1969: Z-Cars (Fernsehserie, 1 Folge)
- 1972: Callan (Fernsehserie, 1 Folge)
- 1975: Bleib mir ja vom Leib (That Lucky Touch)
- 1975: Die Füchse (The Sweeney, Fernsehserie, 1 Folge)
- 1977: Coronation Street (Seifenoper, 1 Folge)
- 1980: Die Profis (The Professionals, Fernsehserie, 1 Folge)
- 1982: Die unglaublichen Geschichten von Roald Dahl (Tales of the Unexpected, Fernsehserie, 1 Folge)
- 1983: Höllenjagd bis ans Ende der Welt (High Road to China)
- 1984: Jim Bergerac ermittelt (Bergerac, Fernsehserie, 1 Folge)
- 1985: Der Aufpasser (Minder, Fernsehserie, 1 Folge)
- 1995: Mehr Schein als Sein (Keeping Up Appearances)
- 1997: Heartbeat (Fernsehserie, 1 Folge)
- 2000: Greenfingers – Harte Jungs und zarte Triebe (Greenfingers)
- 2003: Agatha Christie’s Poirot – Morphium (Sad Cypress)
- 2007: Lewis – Der Oxford Krimi (Lewis, Fernsehserie, 1 Folge)
- 2009: Inspector Barnaby (Midsomer Murders, Fernsehserie, 1 Folge)
- 2012: Parade’s End – Der letzte Gentleman (Parade’s End, Miniserie)
- 2014, 2017: Sherlock (Fernsehserie, Episode 3x01, 3x03, 4x03)